# Hernâni Fortes
Hernâni Jorge Santos Fortes (ur. 20 sierpnia 1991 w Lizbonie) – portugalski piłkarz występujący na pozycji napastnika w Levante UD.